# Hotel Hilton Tel Awiw
Hilton Tel Aviv (hebr. מלון הילטון תל אביב) – czterogwiazdkowy hotel w Tel Awiwie, w Izraelu. Należy do międzynarodowej sieci hotelowej Hilton. Został on pieczołowicie odnowiony i obecnie ma standard wyższy od przeciętnego standardu Hiltona.
Hotel jest usytuowany na klifie położonym w samym centrum Parku Niepodległości, w osiedlu Cafon Jaszan w Tel Awiwie. Rozciąga się stąd widok na Morze Śródziemne.

## Historia
Prace budowlane rozpoczęto 13 września 1962. Budynek wybudowano według projektu architekta Jakuba Rechtera, w stylu późnego modernizmu. Podczas jego budowy zginęło 3 robotników. Oficjalne otwarcie hotelu odbyło się 13 września 1965 z udziałem premiera Lewi Eszkola. Był to wówczas największy i najnowocześniejszy hotel w mieście.
W 1970 dobudowano wschodnie skrzydło, dzięki czemu dodano po 12 pokoi na każdym piętrze. W 2000 hotel przeszedł gruntowną modernizację.

## Pokoje i apartamenty
Hotel dysponuje 582 pokojami hotelowymi i apartamentami. Każdy pokój wyposażony jest w klimatyzację, łazienkę do użytku prywatnego, biurko, czajnik do kawy/herbaty, minibarek, radio z budzikiem, sejf, płatny Internet, telewizję kablową, telewizję satelitarną, płatne filmy na życzenie, konsolę do gier video, telefon z linią bezpośrednią, telefon w łazience, suszarkę, otwierane okna oraz prywatny balkon.
Dodatkowo hotel świadczy usługi w zakresie: czyszczenia butów, dostępu do szerokopasmowego internetu w miejscach publicznych, personelu wielojęzycznego, pomocy medycznej, pomocy przy organizacji wycieczek. W hotelu jest kantor, płatny parking, pralnia, salon fryzjerski, sejf w recepcji, bar, restauracja, kawiarnia, sala bankietowa, synagoga, sklepy oraz sklep z pamiątkami. Można skorzystać z masaży, sauny, spa i sprzętu fitness. Dla ułatwienia komunikacji jest winda. Hotel nie akceptuje zwierząt.

## Inne udogodnienia
Hotel Hilton Tel Awiw jest jednym z najlepiej wyposażonych hoteli w mieście. Znajdują się tutaj sale konferencyjne z zapleczem do obsługi zorganizowanych grup liczących od 10 do 1200 osób. Przy hotelu są organizowane zajęcia z aerobiku, zabawy na placu zabaw dla dzieci, jest także możliwość pływania, gry na polu golfowym, tenisa, wędkarstwa i żeglarstwa.
W hotelu znajdują się cztery różne restauracje, z których jedna została uznana przez amerykański dziennik Herald Tribune za "jedną z najlepszych koszernych restauracji w państwie".
Hotel ma najwyższe ceny noclegów w Tel Awiwie, ale jest to rekompensowane najlepszym dostępem do plaży ze wszystkich hoteli w mieście.